# VV Heidebloem
VV Heidebloem is een voormalige Nederlandse amateurvoetbalclub uit Geleen in Limburg, opgericht in 1957. Op 1 juli 2016 fuseerde de club samen met RKFC Lindenheuvel tot RKFC Lindenheuvel-Heidebloem Combinatie. Het eerste elftal van de club speelde in het laatste seizoen in de Eerste klasse zondag (2015/16).

## Historie
VV Heidebloem werd opgericht op 18 september 1957 door wijlen Mathje Kerkhoffs. Fortuna '54, die in dat jaar betaald voetbal speelde, slokte de in 1955/1956 landskampioen geworden voetbalclub Maurits op, maar er was geen plaats voor lagere elftallen. Uit bezorgdheid dat de jongens van de "Hei", een kleine gemeenschap uit de wijk Lindenheuvel, niet aan de bak zouden komen, werd besloten een eigen club op te richten met als naam voetbalvereniging Heidebloem.
In de beginjaren van de club werd gevoetbald in het naburige Stein. Vanaf 1962 speelde men de zomeravondcompetitie op een eigen veld in de Borrekuil, waar door leden een kleedgelegenheid werd gebouwd. In 1980 werd door de gemeente Geleen besloten Heidebloem een eigen accommodatie toe te wijzen in de nieuwbouwwijk Landgraaf, het huidige Ton Caanen Sportcomplex, vernoemd naar een Nederlands voetbalcoach die een aantal jaren bij Heidebloem gevoetbald heeft. De kantine en kleedlokalen werden in 1982 in gebruik genomen.
Na een aantal jaren zomeravondcompetitie gespeeld te hebben trad men toe tot het KNVB veldvoetbal, waar de club werd ingedeeld in de afdeling Limburg. Na vele jaren in de Derde klasse te hebben gespeeld, volgden in 2009 en 2010 twee kampioenschappen op rij, waardoor de VV Heidebloem vanaf 2012 in Eerste klasse speelde.
Met ingang van 1 juli 2016 is VV Heidebloem gefuseerd met RKFC Lindenheuvel in de nieuwe fusieclub met als nieuwe naam: RKFC Lindenheuvel-Heidebloem Combinatie.

## Erelijst
- 2010: Kampioen 2e klasse en promotie naar de 1e klasse KNVB
- 2009: Kampioen 3e klasse en promotie naar de 2e klasse KNVB
- 2004: Kampioen 4e klasse en promotie naar de 3e klasse KNVB
- 2002: Degradatie naar de 4e klass
- 1993: Kampioen 4e klasse D, KNVB en promotie naar de 3e klasse KNVB
- 1992: Kampioen 1e klasse D, afdeling Limburg, promotie naar de 4e klasse KNVB
- 1992: Bekerwinnaar van de afdeling Limburg
- 1992: Winnaar van het Geleense “Waereldsjad-toernooi”
- 1992: Sportclub van het jaar van de Gemeente Geleen
- 1991: Promotie naar 1e Klasse afdeling Limburg
- 1991: Kampioen in de afdeling Limburg
- 1990: Kampioen in de afdeling Limburg
- 1989: Kampioen in de afdeling Limburg
- 1989: Sportclub van het jaar Gemeente Geleen

## Competitieresultaten 1992–2016
| 3 4D |

| 1 4D |

| 3 3A |

| 3 3C |

| 8 3A |

| 5 3A |

| 8 3A |

| 6 3A |

| 6 3C |

| 2 3A |

| 12 3A |

| 3 4C |

| 1 4C |

| 5 3B |

| 4 3B |

| 3 3B |

| 7 3B |

| 1 3B |

| 1 2G |

| 7 1D |

| 7 1D |

| 9 1D |

| 3 1D |

| 8 1D |

| 4 1D |

| Eerste klasse | Tweede klasse | Derde klasse | Vierde klasse |

In elke staaf van de grafiek staat van boven naar beneden vermeld: 
- Eindnotering

Dit is de positie die de club heeft bereikt in de competitie, zonder eventuele beslissings-, play-off- of nacompetitiewedstrijden die nodig zijn geweest om bijvoorbeeld de kampioen van de competitie te bepalen.
Indien een * achter het getal staat is de notering een tussenstand en kan het zijn dat de notering niet overeenkomt met de uiteindelijke eindstand van de competitie.
Staat er een - dan is het seizoen nog bezig en is er geen definitieve uitslag bekend.
Staat er xx op de positie van de notering, dan heeft de club vroegtijdig de competitie verlaten. Dit kan onder andere komen door terugtrekking van het team, faillissement van de club of door een uitgedeelde straf van de KNVB. In veel gevallen staat elders in het artikel de reden vermeld.
Staat er een ? dan is het resultaat uit het verleden onbekend, en is alleen de competitie of het niveau bekend van dat seizoen.
In de seizoenen 2019/20 en 2020/21 werd wegens de coronacrisis het amateurvoetbal afgebroken. Daardoor kennen deze staven geen eindklassering (middels -- weergegeven).
- Competitieniveau en afdelingsletter of Officiële eindstand Eredivisie
  - Competitieniveau en afdelingsletter

Hierbij geeft het getal het niveau weer, dat ook terug te vinden is in de legenda. De letter is de afdelingsaanduiding en wordt gebruikt wanneer er meer afdelingen zijn op hetzelfde niveau. De afdelingsletter is altijd een hoofdletter en wordt meestal zonder nummer gebruikt.
Voorbeeld: 2F is niveau 2e klasse competitie F.
Het competitieniveau en nummer wordt niet vermeld wanneer er slechts één competitie van dit niveau was.
  - Officiële eindstand Eredivisie (getal staat tussen haakjes vermeld)

Sinds de introductie van play-offwedstrijden voor Europees voetbal na afloop van de reguliere competitie in 2005/06, is de KNVB verplicht een eindstand van de Eredivisie door te geven aan de UEFA aan de hand van deze play-offwedstrijden.
Bij deze eindstand staan clubs die zich hebben gekwalificeerd voor Europees voetbal hoger dan clubs die zich niet wisten te kwalificeren. Indien er geen verschil was tussen de eindnotering en de officiële eindstand, staat dit getal niet vermeld.

- Onderafdeling

Hier staat afgekort de naam van de onderafdeling indien de club in dat jaar in een onderafdeling uitkwam. Tevens staat deze afkorting in de legenda en wordt gelinkt naar het artikel over deze onderafdeling. Deze afkorting wordt alleen vermeld wanneer de club in het verleden in verschillende onderafdelingen heeft gespeeld. Deze vermelding is in de staaf altijd in kleine letters. Deze onderafdelingen zijn na het seizoen 1995/96 afgeschaft. Heeft de club in slechts één onderafdeling gespeeld, dan is dit alleen terug te vinden in de legenda.
Onder de staaf staat het jaartal vermeld waarin het seizoen is afgesloten. 15 verwijst naar het seizoen 2014/15 of eventueel het seizoen 1914/15.
Wanneer een staaf leeg is, zijn deze gegevens niet bekend. Het kan ook zijn dat de club dat seizoen niet heeft meegespeeld op het hogere amateurniveau, vroegtijdig de competitie heeft verlaten of uit de competitie is gezet.

In het seizoen 1944/45 was er wegens de Tweede Wereldoorlog geen regulier competitievoetbal.